# Oxomoco Tholus
L'Oxomoco Tholus è una struttura geologica della superficie di Venere.